# Cocréation
La cocréation est une pratique collaborative de développement d'une initiative. Elle met l'accent sur l'exploration et l'interdisciplinarité, implique de nouvelles relations entre une diversité de personnes et utilise un processus créatif pour générer des résultats significatifs.
La cocréation consiste, pour une entreprise, à développer des produits ou services en collaboration active avec ses clients et ce, de façon durable.
Après une première phase durant laquelle la cocréation a été utilisée comme un outil d’innovation pour les produits et les services, la cocréation se développe aujourd’hui comme vecteur de transformation des entreprises.
La cocréation de produit ou service avec le client arrive au deuxième rang des priorités des dirigeants marketing pour la période 2010-2012 selon le baromètre Cegos.

## Explication de la cocréation

### Historique du concept
Dans une société des plateformes d’échanges et d’émergence des technologies Web 2.0, un constat a été posé en 2000 par les professeurs Prahalad et Ramaswamy de l’Université du Michigan Ross School of Business : les clients ne sont plus passifs, ils sont informés et ils échangent des informations sur les produits et services ainsi que sur l’ensemble des interactions qu’ils ont avec l’entreprise
En conséquence, les entreprises ne peuvent plus, comme avant, se contenter de « pousser » des produits sur le marché mais doivent au contraire :
1. Travailler l’ensemble des interactions clients (l’expérience client)
2. Impliquer les clients dans la conception de cette expérience en leur ouvrant des plateformes de cocréation

C.K. Prahalad et Venkat Ramaswamy ont continué à développer ces concepts dans un livre publié à la Harvard Business School Press, « The Future of Competition » en 2004.
Par ailleurs, Venkat Ramaswamy et Francis Gouillart, professeurs à l’université du Michigan, publié un livre qui s'intitule "The Power of Co-creation" (Simon & Schuster free press) dans lequel ils approfondissent l’analyse de ce concept.

### Définition de l’expérience client
L’expérience client est la somme des interactions que le client a avec l’entreprise durant toute la vie du produit ou du service : cela va donc de la prise de connaissance du produit, à l’achat à l’utilisation jusqu’à la fin de vie du produit.

### Les apports de la cocréation
Francis Gouillart et Venkat Ramaswamy définissent les apports de la cocréation.

#### D’un point de vue du client
Nouvelle expérience de la valeur pour le client :
En participant aux plateformes de cocréation mises en place par l’entreprise, le client favorise le développement d’une expérience qui, par définition, lui est adaptée. Cette nouvelle expérience augmente la valeur perçue par le client du produit ou service qu’il achète. Il perçoit un meilleur rapport qualité-prix.

Diminution des risques et des coûts pour le client :
Le risque pour le client d’acheter un produit mal adapté diminue car, par le biais des plateformes de cocréation, le client est mieux informé et peut expérimenter son produit ou service avant de l’acheter.

#### Du point de vue de l’entreprise
Augmentation du capital stratégique et du retour sur investissement de l’entreprise :
En ouvrant sa chaîne de valeur à ses clients, l’entreprise bénéficie d’une vision plus fidèle de l’expérience des clients. L’entreprise apprend directement de ses clients (leur expérience, leurs attentes, leurs problèmes, etc.). Bien utilisée, cette information permet à l’entreprise de trouver des leviers pour améliorer l’expérience de ses clients. L’entreprise augmente donc son capital stratégique.
Diminution des risques et des coûts de l’entreprise
Le fait de cocréer avec les clients entraîne une diminution des risques et des coûts pour l’entreprise. Les coûts marketing sont réduits car les clients véhiculent eux-mêmes une image positive de l’entreprise par le bouche-à-oreille.
L’entreprise diminue également son risque d’être en décalage avec le marché car les produits ou services qu’elle lance sur le marché sont d’autant plus adaptés et attrayants pour les clients qu’ils ont été cocréés avec eux. Le risque de ne pas satisfaire les clients est diminué fortement car ils ont eux-mêmes contribué à la construction de leur satisfaction.

## La cocréation comme outil d'innovation
La cocréation est un outil d’innovation qui permet de créer de la valeur pour le client en améliorant l’expérience qu’il a du produit ou service.
En engageant les clients dans la création de valeur, l’entreprise comprend mieux l’expérience et les attentes que le client a avec son produit ou son service. Elle peut ainsi innover tant sur les produits que sur l’expérience du client.
Une des conditions de succès de cette approche est que l’entreprise s’ouvre aux clients en même temps que ceux-ci s’engagent. L’entreprise fait preuve de transparence et explique clairement ses modes de fonctionnement et ses contraintes.
Par exemple, la plateforme cocréative eYeka, fondée par Gilles Babinet, met en relation des créatifs avec de grandes marques à l'occasion de jeux concours, ainsi, les créatifs sont stimulés par les enjeux et ont accès aux grandes marques alors que les marques bénéficient de propositions de créations bien plus nombreuses et variées.

## La cocréation comme vecteur de transformation
La cocréation, par l’implication même des clients dans l’exercice, mobilise les ressources de l’ensemble de l’entreprise. L’enthousiasme ainsi créé par la démarche de cocréation a des impacts transformationnels.
Francis Gouillart et Venkat Ramaswamy montrent que la mise en œuvre de processus cocréatifs met en marche un processus de changement profond de l’entreprise où les participants sont au centre du processus. Grâce à l’engouement général, les évolutions se concrétisent plus rapidement parce qu’elles sont cocréées par l’ensemble des intervenants : l’adhésion n’est plus un enjeu mais un levier.

## La cocréation comme état d'esprit
La cocréation permet d’aborder des problématiques et de proposer des solutions en se basant sur des attitudes, des valeurs et des principes. C’est donc la notion de savoir-être qui est mise de l’avant, avec un socle de compétences comme l’ouverture d’esprit, le non-jugement, la curiosité, la tolérance à l’ambiguïté... Le fait d’être dans cet état d’esprit prédispose les personnes à contribuer à des activités de cocréation.